# Andropolia aedon
Andropolia aedon är en fjärilsart som beskrevs av Augustus Radcliffe Grote 1880. Andropolia aedon ingår i släktet Andropolia och familjen nattflyn. Inga underarter finns listade i Catalogue of Life.